# Hans Rosendahl
Hans Martin Woldemar Rosendahl, född 18 mars 1921 i Göta livgardes församling, Stockholm, död 30 december 2000 i Väddö församling, Stockholms län
, var en svensk målare och teckningslärare. 
Han var son till tonsättaren Woldemar Rosendahl och Svea Alin. Rosendahl studerade först tre år privat vid Philippe de Rougemonts ateljé i Stockholm innan han utbildade sig till teckningslärare vid Konstfackskolan, därefter bedrev han självstudier under resor till bland annat Frankrike, Nederländerna, Österrike och Italien. Separat ställde han ut på Galerie Æsthetica i Stockholm 1950 och han medverkade i ett flertal samlingsutställningar. Bland hans större arbeten märks en väggmålning för Navigationssällskapets fastighet på Skepparholmen i Stockholms skärgård. Hans konst består av porträtt, stilleben och landskapsbilder där han har hämtat motiven från Stockholms yttre skärgård eller utlandet utförda i olja, pastell eller akvarell. Som illustratör utförde han ett antal omslagsteckningar i färg eller svartvitt till tidskriften Till rors och han var redaktör och illustratör i tidskriften Navis. Han utgav 1957 handboken Teckna trigurer, en genväg till figurteckning. 
Hans Rosendahl är begravd på Norra begravningsplatsen utanför Stockholm.